# Campionati del mondo di atletica leggera 2017 - 200 metri piani femminili
La gara dei 200 metri piani femminili dei campionati del mondo di atletica leggera 2017 si è svolta tra l'8 e l'11 agosto.

## Podio
| Pos.    | Atleta              | Nazionalità    | Tempo |
| ------- | ------------------- | -------------- | ----- |
| Oro     | Dafne Schippers     | Paesi Bassi    | 22"05 |
| Argento | Marie-Josée Ta Lou  | Costa d'Avorio | 22"08 |
| Bronzo  | Shaunae Miller-Uibo | Bahamas        | 22"15 |

## Situazione pre-gara

### Record
Prima di questa competizione, il record del mondo e il record dei campionati erano i seguenti.
| Record                | Prestazione | Atleta                               | Data                                  | Competizione   |
| --------------------- | ----------- | ------------------------------------ | ------------------------------------- | -------------- |
| Record mondiale       | 21"34       | Florence Griffith-Joyner Stati Uniti | 29 settembre 1988 Seul, Corea del Sud | Olimpiadi 1988 |
| Record dei campionati | 21"63       | Dafne Schippers Paesi Bassi          | 28 agosto 2015 Pechino, Cina          | Mondiali 2015  |

### Campioni in carica
I campioni in carica a livello mondiale e olimpico erano:
| Campione | Atleta                      | Prestazione | Data                                   | Competizione   |
| -------- | --------------------------- | ----------- | -------------------------------------- | -------------- |
| Olimpico | Elaine Thompson Giamaica    | 21"78       | 17 agosto 2016 Rio de Janeiro, Brasile | Olimpiadi 2016 |
| Mondiale | Dafne Schippers Paesi Bassi | 21"63       | 28 agosto 2015 Pechino, Cina           | Mondiali 2015  |

### La stagione
Prima di questa gara, gli atleti con le migliori tre prestazioni dell'anno erano:
| Pos. | Atleta                      | Prestazione | Data                                         |
| ---- | --------------------------- | ----------- | -------------------------------------------- |
| 1    | Tori Bowie Stati Uniti      | 21"77       | 27 maggio 2017 Eugene, Stati Uniti d'America |
| 2    | Shaunae Miller-Uibo Bahamas | 21"91       | 27 maggio 2017 Eugene, Stati Uniti d'America |
| 3    | Elaine Thompson Giamaica    | 21"98       | 27 maggio 2017 Eugene, Stati Uniti d'America |

## Risultati

### Batterie
Le batterie si sono tenute l'8 agosto dalle ore 19:30.

Qualificazione: le migliori 3 di ogni batteria (Q) e le successive 3 più veloci (q) avanzano alle semifinali.
| Pos. | Batteria | Nome                  | Nazionalità        | Tempo | Note |
| ---- | -------- | --------------------- | ------------------ | ----- | ---- |
| 1    | 1        | Dafne Schippers       | Paesi Bassi        | 22"64 | Q    |
| 2    | 4        | Shaunae Miller-Uibo   | Bahamas            | 22"69 | Q    |
| 3    | 6        | Marie-Josée Ta Lou    | Costa d'Avorio     | 22"70 | Q    |
| 4    | 5        | Dina Asher-Smith      | Gran Bretagna      | 22"73 | Q,   |
| 5    | 2        | Kimberlyn Duncan      | Stati Uniti        | 22"74 | Q    |
| 6    | 2        | Mujinga Kambundji     | Svizzera           | 22"86 | Q    |
| 7    | 5        | Crystal Emmanuel      | Canada             | 22"87 | Q    |
| 8    | 3        | Deajah Stevens        | Stati Uniti        | 22"90 | Q    |
| 9    | 4        | Simone Facey          | Giamaica           | 22"98 | Q    |
| 9    | 1        | Tynia Gaither         | Bahamas            | 22"98 | Q    |
| 11   | 7        | Rebekka Haase         | Germania           | 22"99 | Q    |
| 12   | 3        | Ivet Lalova-Collio    | Bulgaria           | 23"08 | Q    |
| 13   | 6        | Sarah Atcho           | Svizzera           | 23"09 | Q    |
| 14   | 1        | Maria Belimpasaki     | Grecia             | 23"16 | Q    |
| 15   | 6        | Anthonique Strachan   | Bahamas            | 23"23 | Q    |
| 16   | 4        | Edidiong Odiong       | Bahrein            | 23"24 | Q    |
| 17   | 2        | Vitória Cristina Rosa | Brasile            | 23"26 | Q    |
| 18   | 3        | Sashalee Forbes       | Giamaica           | 23"26 | Q    |
| 19   | 1        | Bianca Williams       | Gran Bretagna      | 23"30 | q    |
| 20   | 7        | Rosângela Santos      | Brasile            | 23"34 | Q    |
| 21   | 2        | Justine Palframan     | Sudafrica          | 23"35 | q    |
| 22   | 1        | Jodean Williams       | Giamaica           | 23"38 | q    |
| 23   | 3        | Shannon Hylton        | Gran Bretagna      | 23"39 |      |
| 24   | 4        | Yana Kachur           | Ucraina            | 23"47 |      |
| 25   | 1        | Anna Kiełbasińska     | Polonia            | 23"48 |      |
| 26   | 7        | Semoy Hackett         | Trinidad e Tobago  | 23"50 | Q    |
| 27   | 7        | Cornelia Halbheer     | Svizzera           | 23"51 |      |
| 28   | 7        | Gloria Hooper         | Italia             | 23"51 |      |
| 29   | 6        | Sindija Bukša         | Lettonia           | 23"54 |      |
| 30   | 4        | Sada Williams         | Barbados           | 23"55 |      |
| 31   | 7        | Gina Bass             | Gambia             | 23"56 |      |
| 32   | 2        | Viktoriya Zyabkina    | Kazakistan         | 23"66 |      |
| 33   | 5        | Estelle Raffai        | Francia            | 23"72 | Q    |
| 34   | 6        | Irene Siragusa        | Italia             | 23"73 |      |
| 35   | 4        | Kayelle Clarke        | Trinidad e Tobago  | 23"75 |      |
| 36   | 1        | Riley Day             | Australia          | 23"77 |      |
| 37   | 5        | Janet Amponsah        | Ghana              | 23"77 |      |
| 38   | 3        | Estela García         | Spagna             | 23"78 |      |
| 39   | 2        | Lorène Bazolo         | Portogallo         | 23"85 |      |
| 40   | 3        | Mariely Sánchez       | Rep. Dominicana    | 23"89 |      |
| 41   | 6        | Isidora Jiménez       | Cile               | 23"89 |      |
| 42   | 4        | Toea Wisil            | Papua Nuova Guinea | 23"93 |      |
| 43   | 3        | Ella Nelson           | Australia          | 24"02 |      |
| 44   | 5        | Nediam Vargas         | Venezuela          | 24"35 |      |
| 45   | 2        | Ulfa Silpiana         | Indonesia          | 25"23 |      |
| 46   | 5        | Regine Tugade         | Guam               | 26"22 |      |
| -    | 7        | Tori Bowie            | Stati Uniti        | dns   |      |
| -    | 5        | Michelle-Lee Ahye     | Trinidad e Tobago  | dns   |      |
| -    | 6        | Laura Müller          | Germania           | dns   |      |

### Semifinali
Le semifinali si sono tenute il 10 agosto dalle ore 21:05

Qualificazione: le prime due di ogni batteria (Q) e i due tempi migliori delle escluse (q) si qualificano alla finale.
| Pos. | Batteria | Nome                  | Nazionalità       | Tempo | Note |
| ---- | -------- | --------------------- | ----------------- | ----- | ---- |
| 1    | 1        | Dafne Schippers       | Paesi Bassi       | 22"49 | Q    |
| 2    | 2        | Shaunae Miller-Uibo   | Bahamas           | 22"49 | Q    |
| 3    | 3        | Marie-Josée Ta Lou    | Costa d'Avorio    | 22"50 | Q    |
| 4    | 1        | Deajah Stevens        | Stati Uniti       | 22"71 | Q    |
| 5    | 2        | Kimberlyn Duncan      | Stati Uniti       | 22"73 | Q    |
| 6    | 3        | Dina Asher-Smith      | Gran Bretagna     | 22"73 | Q,   |
| 7    | 3        | Crystal Emmanuel      | Canada            | 22"85 | q    |
| 8    | 3        | Tynia Gaither         | Bahamas           | 22"85 | q    |
| 9    | 1        | Ivet Lalova-Collio    | Bulgaria          | 22"96 |      |
| 10   | 2        | Mujinga Kambundji     | Svizzera          | 23"00 |      |
| 11   | 2        | Simone Facey          | Giamaica          | 23"01 |      |
| 12   | 1        | Rebekka Haase         | Germania          | 23"03 |      |
| 13   | 1        | Sashalee Forbes       | Giamaica          | 23"09 |      |
| 14   | 1        | Sarah Atcho           | Svizzera          | 23"12 |      |
| 15   | 1        | Justine Palframan     | Sudafrica         | 23"21 |      |
| 16   | 1        | Anthonique Strachan   | Bahamas           | 23"21 |      |
| 17   | 3        | Maria Belimpasaki     | Grecia            | 23"21 |      |
| 18   | 2        | Edidiong Odiong       | Bahrein           | 23"24 |      |
| 19   | 3        | Vitória Cristina Rosa | Brasile           | 23"31 |      |
| 20   | 3        | Jodean Williams       | Giamaica          | 23"32 |      |
| 21   | 2        | Bianca Williams       | Gran Bretagna     | 23"40 |      |
| 22   | 3        | Estelle Raffai        | Francia           | 23"45 |      |
| 23   | 2        | Semoy Hackett         | Trinidad e Tobago | 23"54 |      |
| -    | 2        | Rosângela Santos      | Brasile           | dq    |      |

### Finale
La finale si è svolta l'11 agosto alle ore 21:45.
| Pos | Corsia | Nome                | Nazionalità    | Tempo | Note                                     |
| --- | ------ | ------------------- | -------------- | ----- | ---------------------------------------- |
|     | 6      | Dafne Schippers     | Paesi Bassi    | 22"05 | Miglior prestazione personale stagionale |
|     | 4      | Marie-Josée Ta Lou  | Costa d'Avorio | 22"08 | Record nazionale                         |
|     | 5      | Shaunae Miller-Uibo | Bahamas        | 22"15 |                                          |
| 4   | 8      | Dina Asher-Smith    | Gran Bretagna  | 22"22 | Miglior prestazione personale stagionale |
| 5   | 7      | Deajah Stevens      | Stati Uniti    | 22"44 |                                          |
| 6   | 9      | Kimberlyn Duncan    | Stati Uniti    | 22"59 |                                          |
| 7   | 2      | Crystal Emmanuel    | Canada         | 22"60 |                                          |
| 8   | 3      | Tynia Gaither       | Bahamas        | 23"07 |                                          |